# Open de Lyon Challenger
L'Open de Lyon Challenger, noto anche come Open Sopra Steria de Lyon per motivi di sponsorizzazione, è un torneo professionistico di tennis giocato su campi in terra rossa all'aperto. Fa parte dell'ATP Challenger Tour e si tiene annualmente dal 2016 al Tennis Club de Lyon di Lione, in Francia.

## Albo d'oro

### Singolare
| Anno | Campione                              | Finalista                             | Punteggio                             |
| ---- | ------------------------------------- | ------------------------------------- | ------------------------------------- |
| 2025 | Marco Trungelliti                     | Daniel Mérida                         | 6–3, 4–6, 6–3                         |
| 2024 | Hugo Gaston                           | Alexandre Müller                      | 6–2, 1–6, 6–1                         |
| 2023 | Felipe Meligeni Alves                 | Alexander Ritschard                   | 6–4, 0–6, 7–6(7)                      |
| 2022 | Corentin Moutet (2)                   | Pedro Cachín                          | 6–4, 6–4                              |
| 2021 | Pablo Cuevas                          | Elias Ymer                            | 6–2, 6–2                              |
| 2020 | Annullato per pandemia di Coronavirus | Annullato per pandemia di Coronavirus | Annullato per pandemia di Coronavirus |
| 2019 | Corentin Moutet (1)                   | Elias Ymer                            | 6–4, 6–4                              |
| 2018 | Félix Auger-Aliassime (2)             | Johan Tatlot                          | 6(3)–7, 7–5, 6–2                      |
| 2017 | Félix Auger-Aliassime (1)             | Mathias Bourgue                       | 6–4, 6–1                              |
| 2016 | Steve Darcis                          | Thiago Monteiro                       | 3–6, 6–2, 6–0                         |

### Doppio
| Anno | Campioni                               | Finalisti                             | Punteggio                             |
| ---- | -------------------------------------- | ------------------------------------- | ------------------------------------- |
| 2025 | Hsu Yu-hsiou Kaichi Uchida             | Luca Sanchez Seita Watanabe           | 1–6, 6–3, [12–10]                     |
| 2024 | Manuel Guinard (2) Grégoire Jacq (2)   | Markos Kalovelonis Vladyslav Orlov    | 4–6, 6–3, [10–6]                      |
| 2023 | Manuel Guinard (1) Grégoire Jacq (1)   | Constantin Frantzen Hendrik Jebens    | 6–4, 2–6, [10–7]                      |
| 2022 | Romain Arneodo Jonathan Eysseric       | Sander Arends David Pel               | 7–5, 4–6, [10–4]                      |
| 2021 | Martín Cuevas Pablo Cuevas             | Tristan Lamasine Albano Olivetti      | 6–3, 7–6(2)                           |
| 2020 | Annullato per pandemia di Coronavirus  | Annullato per pandemia di Coronavirus | Annullato per pandemia di Coronavirus |
| 2019 | Philipp Oswald Filip Polášek           | Simone Bolelli Andrea Pellegrino      | 6–4, 7–6(2)                           |
| 2018 | Elliot Benchetrit Geoffrey Blancaneaux | Hsieh Cheng-peng Luca Margaroli       | 6–3, 4–6, [10–7]                      |
| 2917 | Sander Gillé Joran Vliegen             | Gero Kretschmer Alexander Satschko    | 6(2)–7, 7–6(2), [14–12]               |
| 2016 | Grégoire Barrère Tristan Lamasine      | Jonathan Eysseric Franko Škugor       | 2–6, 6–3, [10–6]                      |